# Lijst van voetbalinterlands Myanmar - Noord-Korea
Deze lijst van voetbalinterlands is een overzicht van alle officiële voetbalwedstrijden tussen de nationale teams van Myanmar (voormalig Birma) en Noord-Korea. De landen hebben tot op heden zeven keer tegen elkaar gespeeld. De eerste ontmoeting, een groepswedstrijd tijdens de Aziatische Spelen 1974, werd gespeeld in Teheran (Iran) op 13 september 1974. De laatste confrontatie, een kwalificatiewedstrijd voor het Wereldkampioenschap voetbal 2026, vond plaats op 11 juni 2024 in Vientiane (Laos).

## Wedstrijden
| № | Plaats     | Datum             | Competitie             | Wedstrijd             | Uitslag |
| - | ---------- | ----------------- | ---------------------- | --------------------- | ------- |
| 1 | Teheran    | 13 september 1974 | Aziatische Spelen 1974 | Noord-Korea − Birma   | 2 − 2   |
| 2 | Bangkok    | 11 december 1978  | Aziatische Spelen 1978 | Noord-Korea − Birma   | 3 − 0   |
| 3 | Haiderabad | 4 augustus 2008   | AFC Challenge Cup 2008 | Noord-Korea − Myanmar | 1 − 0   |
| 4 | New Delhi  | 13 augustus 2008  | AFC Challenge Cup 2008 | Myanmar − Noord-Korea | 0 − 4   |
| 5 | Colombo    | 24 februari 2010  | AFC Challenge Cup 2010 | Noord-Korea − Myanmar | 5 − 0   |
| 6 | Yangon     | 21 november 2023  | WK 2026 kwalificatie   | Myanmar − Noord-Korea | 1 − 6   |
| 7 | Vientiane  | 11 juni 2024      | WK 2026 kwalificatie   | Noord-Korea − Myanmar | 4 − 1   |

## Samenvatting
| Competitie        | Totaal gespeeld | Winst Myanmar | Gelijk | Winst Noord-Korea | Doelsaldo Myanmar – Noord-Korea |
| ----------------- | --------------- | ------------- | ------ | ----------------- | ------------------------------- |
| WK-kwalificatie   | 2               | 0             | 0      | 2                 | 2 − 10                          |
| AFC Challenge Cup | 3               | 0             | 0      | 3                 | 0 − 10                          |
| Aziatische Spelen | 2               | 0             | 1      | 1                 | 2 − 5                           |
| Totaal            | 7               | 0             | 1      | 6                 | 4 − 25                          |

MFF · 
A-internationals · 
Myanmarees vrouwenelftal
1951 – 1959 · 
1960 – 1969 · 
1970 – 1979 · 
1980 – 1989 · 
1990 – 1999 · 
2000 – 2009 · 
2010 – 2019 ·
2020 − 2029
Bahrein ·
Bangladesh ·
Bolivia ·
Brunei ·
Burundi ·
Cambodja ·
China ·
DDR ·
Filipijnen ·
Guam ·
Hongkong ·
India ·
Indonesië ·
Irak ·
Iran ·
Israël ·
Japan ·
Kirgizië ·
Koeweit ·
Laos ·
Lesotho ·
Libanon ·
Libië ·
Luxemburg ·
Macau ·
Malediven ·
Maleisië ·
Marokko ·
Mongolië ·
Nepal ·
Nieuw-Zeeland ·
Noord-Korea ·
Oman ·
Oost-Timor ·
Pakistan ·
Palestina ·
Qatar ·
Singapore ·
Sri Lanka ·
Syrië ·
Tadzjikistan ·
Taiwan ·
Thailand ·
Turkmenistan ·
Verenigde Arabische Emiraten ·
Vietnam ·
Zuid-Korea ·
Zuid-Vietnam
DPR Korean Football Association · A-internationals · Selecties · Bondscoaches · Noord-Koreaans vrouwenelftal · Noord-Korea U21 · Noord-Korea U20 · Noord-Korea U19 · Noord-Korea U18 · Noord-Korea U17
1959 – 1969 · 
1970 – 1979 · 
1980 – 1989 · 
1990 – 1999 · 
2000 – 2009 · 
2010 – 2019
AC 1980 ·
AC 1992 ·
AC 2011 ·
AC 2015
WK 1966 ·
WK 2010
OS 1964 ·
OS 1976
1959 ·
1960 ·
1961–1964 · 
1965 ·
1966 ·
1967–1972 · 
1973 ·
1974 ·
1975 ·
1976 ·
1977 · 
1978 ·
1979 ·
1980 ·
1981 ·
1982 ·
1983–1984 · 
1985 ·
1986 ·
1987 · 
1988 ·
1989 ·
1990 ·
1991 ·
1992 ·
1993 ·
1994–1997 · 
1998 ·
1999 ·
2000 ·
2001 ·
2002 ·
2003 ·
2004 ·
2005 ·
2006 · 
2007 ·
2008 ·
2009 ·
2010 ·
2011 ·
2012 ·
2013 ·
2014 ·
2015 ·
2016 ·
2017
Afghanistan ·
Australië · 
Bahrein · 
Bangladesh · 
Bolivia · 
Brazilië · 
Bulgarije ·
Burkina Faso ·
Cambodja · 
Canada · 
Chili · 
China · 
Congo-Brazzaville · 
Egypte · 
Filipijnen · 
Finland · 
Griekenland · 
Guam · 
Guinee ·
Hongkong · 
India · 
Indonesië · 
Irak · 
Iran · 
Italië · 
Ivoorkust · 
Japan · 
Jemen · 
Jordanië · 
Kazachstan · 
Kirgizië · 
Koeweit · 
Letland · 
Libanon · 
Macau · 
Maleisië · 
Mali · 
Mexico · 
Mongolië · 
Myanmar · 
Nepal · 
Nigeria · 
Noorwegen · 
Oezbekistan · 
Oman · 
Pakistan ·
Palestina · 
Paraguay ·
Polen · 
Portugal · 
Qatar · 
Saoedi-Arabië · 
Singapore · 
Sovjet-Unie · 
Sri Lanka · 
Syrië · 
Tadzjikistan · 
Taiwan · 
Thailand · 
Turkmenistan · 
Venezuela · 
Verenigde Arabische Emiraten · 
Verenigde Staten · 
Vietnam · 
Zambia · 
Zuid-Afrika · 
Zuid-Korea · 
Zweden
Ivoorkust (2010) ·